# Vann Williford
Duncan Vann Williford (Fayetteville, 26 gennaio 1948) è un ex cestista statunitense, professionista nella ABA.

## Carriera
Venne selezionato dai Phoenix Suns al terzo giro del Draft NBA 1970 (48ª scelta assoluta).